# Kleszcze kraba

Ożaglowanie typu kleszcze kraba

Kleszcze kraba – jeden z typów ożaglowania wywodzący się z wysp Polinezji. Po raz pierwszy opisany w XVII wieku przez Abla Tasmana i Willema Schoutena. Dokładne data i miejsce jego powstania są nieznane. 

## Budowa
Żagiel typu kleszcze kraba wyposażony jest w dwa drzewce ułożone skośnie do kadłuba: bomu oraz rejki, które złączone są swoim przednimi końcami. Pomiędzy nimi rozpięte jest płótno żaglowe przypominające kształtem płat delta. Róg halsowy przymocowany jest do dziobu jachtu, a zmianę kąta trymu uzyskuje się poprzez pracę szotem. Przypuszcza się, że inspiracja do budowy takiego ożaglowania została zaczerpnięta z budowy płetwy ogonowej ryb. Najbardziej prawdopodobnymi twórcami tego typu ożaglowania byli rybacy, którzy po obserwacji otaczającej ich natury, zauważyli, że taki kształt nie bez powodu jest preferowany w świecie wodnym. Ożaglowanie typu kleszcze kraba spotykane jest najczęściej na polinezyjskich proa. Mimo swoich wielu zalet wciąż uchodzi za ożaglowanie egzotyczne, a jego zastosowanie we współczesnym żeglarstwie jest rzadkością.

## Właściwości aerodynamiczne
Ożaglowanie typu kleszcze kraba posiada charakterystyczne własności aerodynamiczne, co zwróciło szczególną uwagę pasjonatów  i zaowocowało wieloma eksperymentami przeprowadzonymi w tunelach aerodynamicznych i w warunkach rzeczywistych. Dowiodły one, że "kleszcze kraba" są znacznie wydajniejsze niż inne typy żagli, w wytwarzaniu siły aerodynamicznej  w pełnym spektrum kątów natarcia.  
Postawiona przez prof. Czesława Marchaja hipoteza o tworzeniu siły nośnej na tym żaglu w sposób podobny jak na  płacie delta, czyli hipoteza wiru brzegowego nie znalazła potwierdzenia. Wiele wskazuje na to, że uzyskanie nadzwyczajnej siły nośnej dzięki bardzo późnemu oderwaniu można tłumaczyć  możliwością zmiany głębokości profilu żagla od 0% do 40%, prostymi środkami i bez psucia gładkiej powierzchni płata. Żagiel skrojony jako całkowicie płaska powierzchnia może adaptować swobodnie swój kształt do chwilowego rozkładu ciśnień. 
Żagiel tego typu może przybierać płaski profil optymalny do żeglugi na wiatr (maksymalny stosunek siły nośnej do siły oporu), aby gdy warunki pozwalają, przez zwykłe uniesienie dolnego drzewca radykalnie zwiększyć głębokość profilu, i uzyskać ogromną siłę ciągu. Właśnie połączenie w jednym żaglu cech płaskiego skrzydła i głębokiego "balona" stanowi o jego niezwykłości.
Dodatkowo, co jest nie mniej istotne, tradycyjne łodzie proa z takim żaglem są w stanie trwale utrzymywać stały kąt względem wiatru, bez ingerencji sternika. 
W wersji, w której tylna krawędź jest łukowato wcięta a przednie drzewce pochylone i odgięte lekko ku tyłowi daje się zaobserwować mniejszy niż spodziewany wir indukowany, co w dalszym stopniu poprawia parametry aerodynamiczne.

## Obsługa ożaglowania typu kleszcze kraba
"Kleszcze kraba" ze względu na swoją budowę oraz sposób mocowania do masztu i kadłuba wymagają do swojej obsługi bardziej wykwalifikowanej załogi, niż popularne typy ożaglowań, jak marconi bermudzkie, czy gaflowe. 

### Refowanie
Zmniejszenie powierzchni ożaglowania "kleszczy kraba" uzyskuje się poprzez zbliżenie do siebie bomu i rejki przy pomocy fału, co zwiększa wybrzuszenie żagla. Istotne jest, że żagiel nie musi zostać zrzucony, aby został zrefowany. 

### Zmianą kąta między żaglem a masztem
Charakterystyczna budowa "kleszczy kraba" pozwala na zmianę kąta jaki tworzy oś symetrii żagla w przekroju poprzecznym z masztem, tak aby regulować wysokość, na której znajdują się wolne końce rejki i bomu. Taka manipulacja pozwala na lepsze dostosowanie ułożenia żagla do warunków wiatrowych. Eksperymenty dowodzą, że przy kursach pełnych kąt ten powinien być większy, natomiast w żegludze na kursach ostrych - mniejszy.

### Wykonywanie zwrotów
"Kleszcze kraba" ze względu na obecność rejki oraz bomu wymagają przenoszenia żagla z burty na burtę podczas wykonywania zwrotów. W praktyce odbywa się to poprzez zwolnienie mocowania rogu halsowego, przeniesienie go przed masztem i ponowne mocowanie na dziobie. Takie działanie wydłuża czas potrzebny do wykonania zwrotu.